# Waschhaus (Fontenay-en-Parisis)

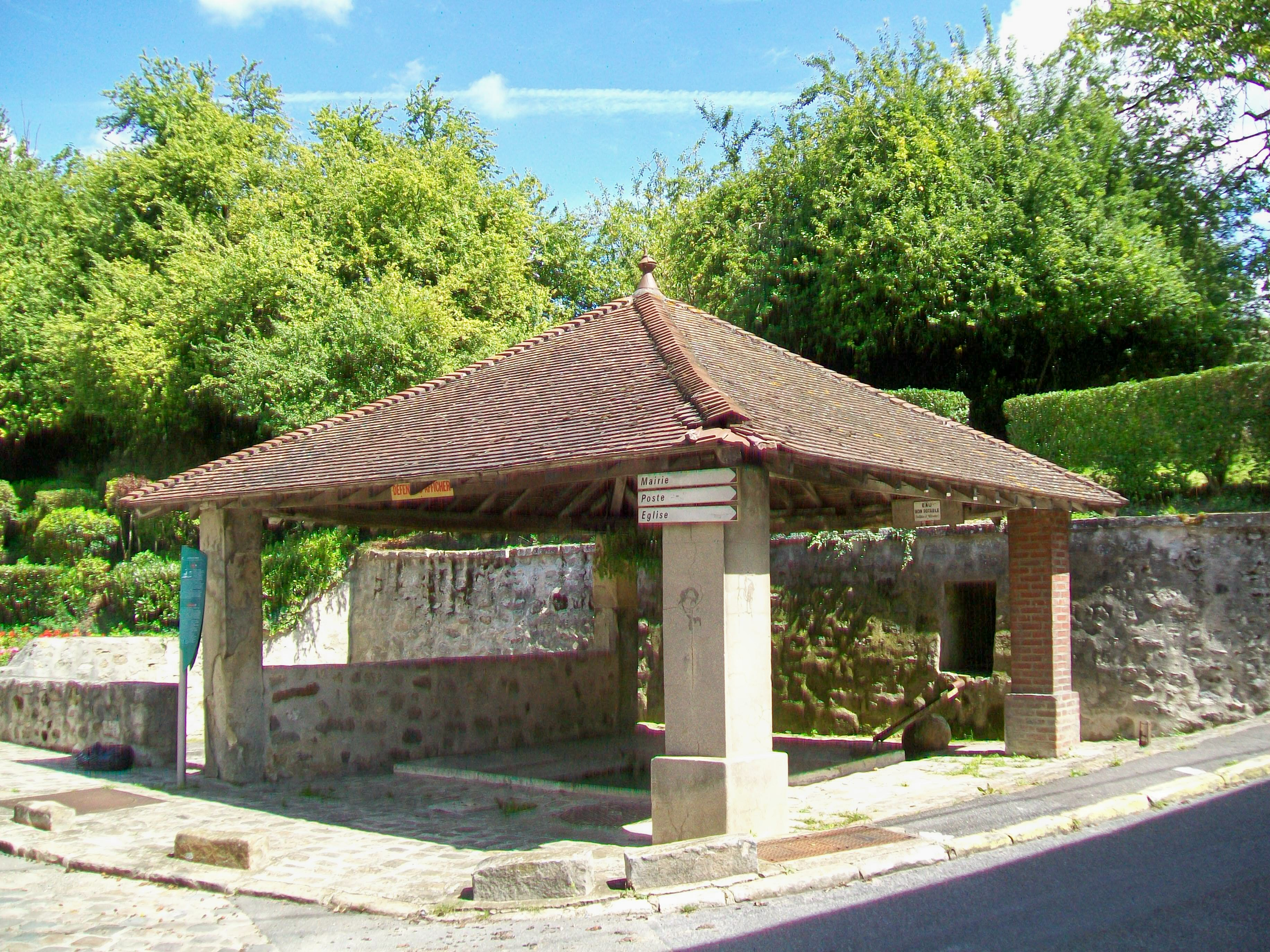
Waschhaus in Fontenay-en-Parisis

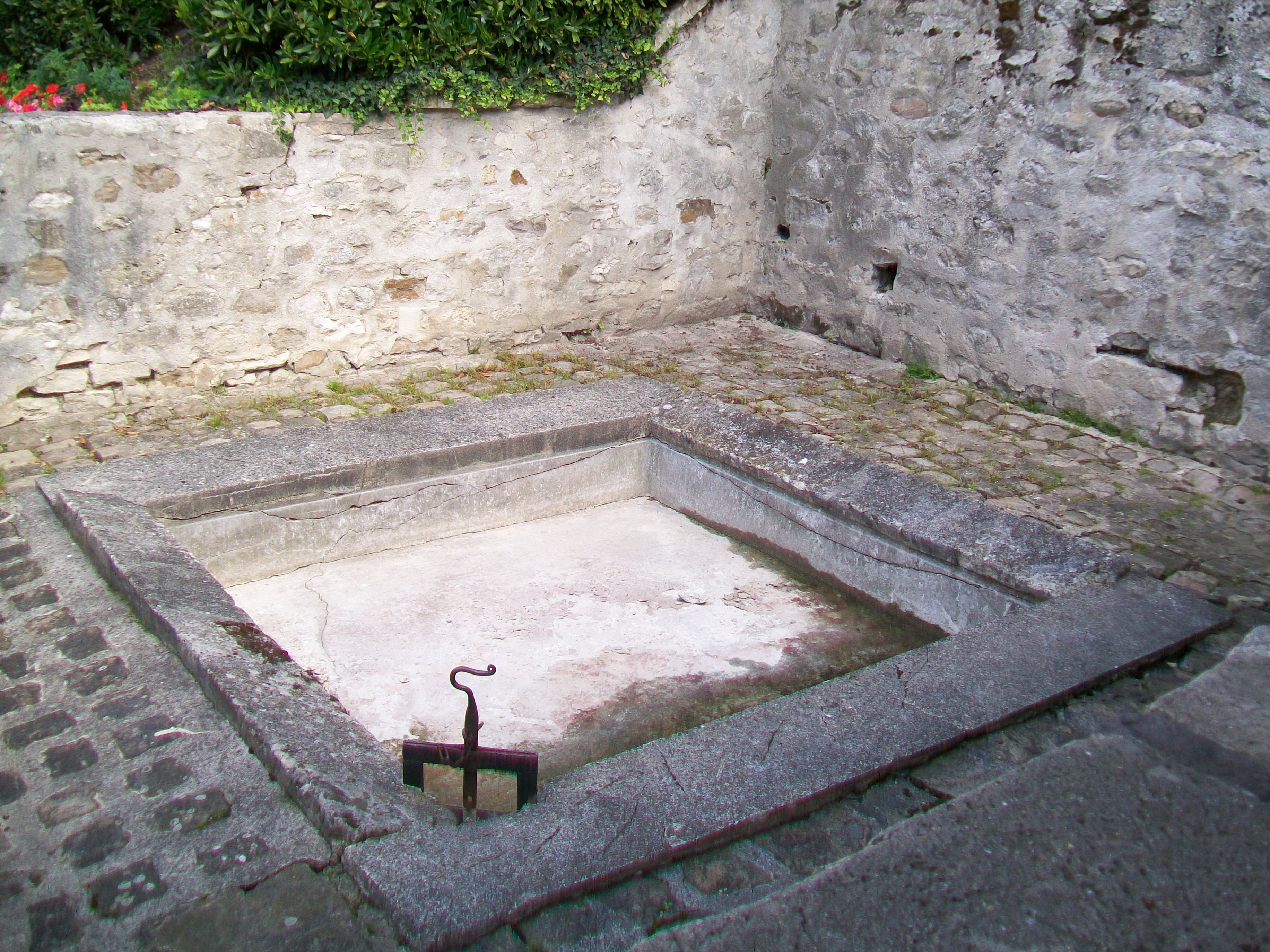
Wasserbecken

Das Waschhaus (französisch lavoir) in Fontenay-en-Parisis, einer französischen Gemeinde im Département Val-d’Oise in der Region Île-de-France, wurde Anfang des 20. Jahrhunderts errichtet. Das öffentliche Waschhaus, das von einem Brunnen mit Wasser versorgt wird, steht in der Rue de Frontignon. 
Im überdachten Waschhaus befindet sich zentral ein quadratisches Becken, sodass die Wäscherinnen ihre Arbeit bei jedem Wetter verrichten konnten.